# Holice
Holice (německy Holitz) jsou město, které se nachází v okrese Pardubice v Pardubickém kraji, přibližně 14 km východně od Pardubic. Město je přirozeným spádovým městem v holickém mikroregionu a důležitou silniční křižovatkou při spojení silnic první třídy I/35 a I/36. Skládá se ze sedmi místních částí – samotné Holice, Staré Holice, Podhráz, Roveňsko, Kamenec, Podlesí a Koudelka. Žije zde přibližně 6 800 obyvatel.

## Historie
Oblasti v okolí současného města začaly být osidlovány až koncem 13. století. V té době zde začaly vznikat lánové vsi a jednou z nich byl Ekleinsdorf, jenž je prvně písemně zmiňován roku 1336. V té době patřily do chvojenovského panství, jehož majitelem byl český král Jan Lucemburský. Od poloviny 14. století patřila ves Šternberkům. Roku 1493 se osada stala městečkem a v té době již bylo zbaveno od platby daní, jeho obyvatelé nemuseli chodit robotovat na panské a navíc získali právo vařit pivo. Roku 1507 se majitelem městečka stal Vilém z Pernštejna. Před polovinou 17. století (roku 1641) sice Holice nabyly práva vybudovat na svém území solný sklad, nicméně hned za dva roky nato (1643) městečko během třicetileté války vypálila švédská vojska. Další požární pohromy potkaly Holice také v letech 1679 a 1680, kdy při druhém z nich lehl popelem mlýn i obecní pivovar a ani jedna z těchto staveb již nebyla obnovena.
Téhož roku (1680) ale městečko naopak získalo právo pořádat tři výroční trhy a sobotní týdenní trh. O asi 80 let později, v červenci roku 1758, postihla Holice další pohroma, když je v rámci sedmileté války vypálila pruská vojska během tzv. bitvy u Ostřetína (též bitva u Holic). Během předposlední dekády 18. století vládl rakouské monarchii Josef II., který Holicím roku 1786 povolil pořádání týdenních trhů na přízi. Ten v průběhu let 1778 až 1787 obcí několikrát projížděl a zastavoval se zde ke krátkým návštěvám. O třicet let později získali holičtí od panovníka Františka II., který město roku 1833 i s manželkou Karolínou také navštívil, právo konat ve městě i čtvrtý výroční trh. Za další tři roky navštívil sídlo v doprovodu své manželky Marie Anny Savojské císař Ferdinand I. Dobrotivý a roku 1840 sem zavítal arcivévoda František Karel Habsbursko-Lotrinský. Během 19. století vznikl ve městečku sbor dobrovolných hasičů (1875) a byla sem též přivedena železniční trať vedoucí z Chrudimi do Borohrádku (1899).
Na počátku 20. století (roku 1908) zřídil Dopravní podnik města Pardubic spojení poštovní autobusovou linkou mezi Pardubicemi a Holicemi. V první polovině 20. století bylo sídlo známé obuvnickým průmyslem. Dne 24. září 1922 navštívil Holice prezident republiky Tomáš Garrigue Masaryk, kterého zde provázel tehdejší ministr národní obrany František Udržal, jenž pocházel ze sousední Dolní Rovně. Další návštěva Masaryka s Udržalem, jenž se mezitím stal ministerským předsedou, se uskutečnila 24. května 1929. Rozvoj sídla zapříčinil jeho povýšení na město, k čemuž došlo roku 1931. Během jarních měsíců téhož roku vypukly v obci a jejím okolí postupně desítky požárů. Ukázalo se, že byly založeny úmyslně a to v objektech krátce před tím pojištěných na poměrně vysoké částky. Jakmile četníci nasadili do ulic hlídky, frekvence výskytu žhářských útoků klesla. Pokud se stáhli, výskyt požárů opětovně vzrostl. Vyšetřování případu z místa tajně vedl pražský detektiv Jan Mrvík, jenž během pátrání použil i odposlouchávací zařízení. O případu pak sepsal pod pseudonymem J. Marx knihu nazvanou Žháři. Četníci nakonec obvinili 33 lidí, s nimiž se během ledna 1932 konal v Chrudimi soud, který za celkem 40 holických požárů odsoudil za žhářství a pokus o pojistný podvod devatenáct lidí. Již vyplacené náhrady škod navíc museli statkáři pojišťovně Slavia vrátit.
Na konci druhé světové války byla při těžkých bojích a bombardování 6. května 1945 zničena zdejší radnice. Dne 27. května 2003 navštívil město prezident České republiky Václav Klaus, který během návštěvy odhalil pomník upomínající na Masarykovu návštěvu v roce 1922. V roce 1954 bylo zřízeno Gymnázium Dr. Emila Holuba.

## Přírodní poměry

### Reliéf
Katastrální území města zvané Holice v Čechách je z geomorfologického hlediska pahorkatina. Nejnižší bod o nadmořské výšce 232 m n. m. se nachází na jihozápadním okraji území v městské části Roveňsko u č.p. 17, kde katastrální území opouští potok Roveňská svodnice. Nejvyšší bod, vrch Kamenec o nadmořské výšce 328 m n. m., je situován na severní hranici území. Nachází se zde vysílací středisko Radioklubu OK1KHL Holice. Obecně by se dalo říci, že nadmořská výška stoupá severním a severovýchodním směrem – k obci Poběžovice u Holic, městské části Koudelka, obci Veliny a vrchu Na Hradcích.

### Ochrana životního prostředí
Severovýchodně od města v okolí vrchu Žernov (277 m n. m.) se rozkládá stejnojmenná přírodní rezervace vyhlášená 13. června 1995 kvůli zachování zdejších zbytků dubohabrových lesů, jež spolu s rybníky, rákosinami a mokrými loukami tvoří ekologicky stabilní oblast. Od města severním směrem se na území Vysokého Chvojna nachází přírodní rezervace U parku zřízená 14. března 1955 k ochraně opukových strání s teplomilnou květenou nacházejících se pod zámkem ve Vysokém Chvojně.
Do katastrálního území zasahuje ptačí oblast Komárov, vyhlášené k ochraně populací motáka pilicha a kalouse pustovky a jejich biotopů.
Na území města rostou tři památné stromy. V Pardubické ulici roste sedmnáctimetrový dub letní (Quercus robur) o obvodu kmene 289 centimetrů, který je chráněný od 24. října 2008. O přibližně sedm let dříve (26. října 2001) získali ochranu jiné dva stromy. Jedním z nich je devatenáctimetrová lípa srdčitá (Tilia cordata) stojící u silnice pod kostelem svatého Martina a druhým je nižší 16,5 vysoký jírovec maďal (Aesculus hippocastanum), který roste u místního autobusového nádraží.

## Doprava

### Silniční doprava
Město leží na křižovatce dvou silnic první třídy, a sice I/35, která město spojuje se severozápadně položeným Hradcem Králové a jihovýchodně ležícím Vysokým Mýtem, a dále I/36, jež umožňuje spojení s Pardubicemi na západě a Borohrádkem na severovýchodě od města. Na silnici I/35 byl v prosinci roku 2008 otevřen obchvat, který vede dopravu po západní a jižní straně Holic.
Vedle těchto komunikací se na území města vyskytuje ještě sedm silnic třetí třídy. Z centra severním směrem vede silnice III/3057 propojující Kamenec a Poběžovice u Holic. Z místní části Staré Holice vychází severním směrem do Koudelky komunikace III/3181 a III/3183, která tuto část města napojuje na silnici III/3055. Naopak jižním směrem ze Starých Holic vede směrem na Ostřetín komunikace III/3182. Z vlastních Holic vede jižním směrem na Dolní Roveň silnice III/32256, z níž v jižních partiích města odbočuje západním směrem komunikace III/32257 směrem na Roveňsko. Západním směrem z Holic vede silnice III/29817, která město propojuje s Podhrází a dále s Horními Ředicemi.

### Železniční doprava
Holice leží na železniční trati číslo 016 spojující Chrudim, ležící jižně do města, s Borohrádkem na severovýchodě. Provoz po trati zahájily 26. září 1899 Rakouské státní dráhy (KkStB). Na území města se nachází železniční dopravna Holice spolu se zastávkou Holice. Od 11. prosince 2011 sem však vlaky jezdily pouze z jihu, od Chrudimi, protože na úseku trati mezi Holice do Borohrádkem byla doprava zastavena a nahrazena autobusovými spoji. To se změnilo 14. prosince 2014, kdy začal platit jízdní řád 2014/2015 a železniční provoz se na trať navrátil. Od 10. června 2018 je však osobní doprava v tomto úseku opět zastavena.

## Pamětihodnosti
V Holicích se nachází celkem jedenáct kulturních památek České republiky, z nichž dvě jsou ve Starých Holicích. Přímo v Holicích je chráněn kostel svatého Martina vybudovaný mezi roky 1736 a 1739. Západně od něj se u domu číslo popisné 587 nachází další památka, a sice archeologické stopy po tvrzi, která tu stávala. Na křižovatce ulic Komenského a U Kapličky stojí kaplička zasvěcená Janu Nepomuckému, která je také kulturní památkou. Další pamětihodností je socha upomínající na dr. Emila Holuba, která stojí na křižovatce ulic Hradecké a Holubovy. Na městském hřbitově zas stojí památkově chráněný pomník obětem druhé světové války. Dalšími čtyřmi kulturními památkami stojícími přímo v Holicích jsou domy, a sice Zemánkův dům (čp. 24) na náměstí T. G. Masaryka, dále vila (čp. 102) v Komenského ulici, sokolovna (čp. 446) v Holubově ulici a na jejím nároží s Hradeckou ulicí stojící pošta se školou (čp. 502).
Ve Starých Holicích stojí na nároží ulic Staroholické, Ve Drahách a 1. máje památkově chráněný krucifix a ve Staroholické ulici též Mandysova vila (čp. 62).

### Památky města
- Kostel svatého Martina
- Kamenný kříž na náměstí z roku 1803
- Socha sv. Jana Nepomuckého v Podhrázi z roku 1739
- Africké muzeum Dr. Emila Holuba

### Hřbitovy
Na hřbitově se nejstarší hroby, především ve style empíru, nacházejí v okolí centrální hřbitovní kaple. Některé z náhrobků vytvořil sochař Edmund Malich (1875–1913), který zde na hřbitově také nalezl své poslední odpočinutí. V sousedství hřbitova se nachází židovský hřbitov, na nějž byla roku 2012 umístěna pamětní deska upomínající na oběti holocaustu umučené v koncentračních táborech a na zemřelé během druhé světové války.

## Každoroční významné společenské, kulturní a sportovní akce
- Mezinárodní setkání radioamatérů (koncem srpna) – od roku 1989 pořádá Radioklub Holice
- Motokrosové závody v kotlině na Poběžovicích (30. září 1951 – 2014) – mistrovství světa a ČR pořádal Automotoklub Holice v AČR.
- Od roku 2018 se na pozměněnou motokrosovou trať vrátil motokros v podobě Mezinárodního Memoriálu Michaela Špačka pod záštitou GOLD FREN s.r.o., který se koná každoročně začátkem září.[44][45]
- Na motokrosové trati na Poběžovicích se každoročně v červnu koná překážkový běžecký závod Gladiator Race.

## Významní rodáci
- Radek Baborák – hornista
- Jindřich Balík (1928–2016) – básník[46]
- Václav Baumann – pilot RAF
- Ambrož Bečička – opat cisterciáckého kláštera v Lilienfeldu
- Michal Dalecký – herec
- Karel Dudych (1904–1969) – architekt[47]
- Leoš Hlaváček (* 1963) – olympijský reprezentant ve sportovní střelbě[48]
- Jan Holinka – malíř a sochař
- Emil Holub – cestovatel po Jižní Africe
- Bohuslav Horák (* 1954) – architekt[49]
- Harry Horner – divadelní, filmový a televizní scénograf a režisér
- František Juračka (* 1953) – výtvarník[50]
- Jan Kačer – herec a režisér
- Václav Lohniský – režisér a herec
- Josef Malejovský – sochař
- Karel Malich – výtvarník
- Neptalim z Frymburka – rytíř[51]
- František Karel Opa – učitel
- Jiří Platenka – fotograf
- Alois Šedivý – plukovník československé armády in memoriam, příslušník 311. československé bombardovací peruti RAF
- Jiří Welsch – basketbalista

## Partnerská města
- Strzelce Opolskie, Polsko
- Medzev, Slovensko

## Galerie

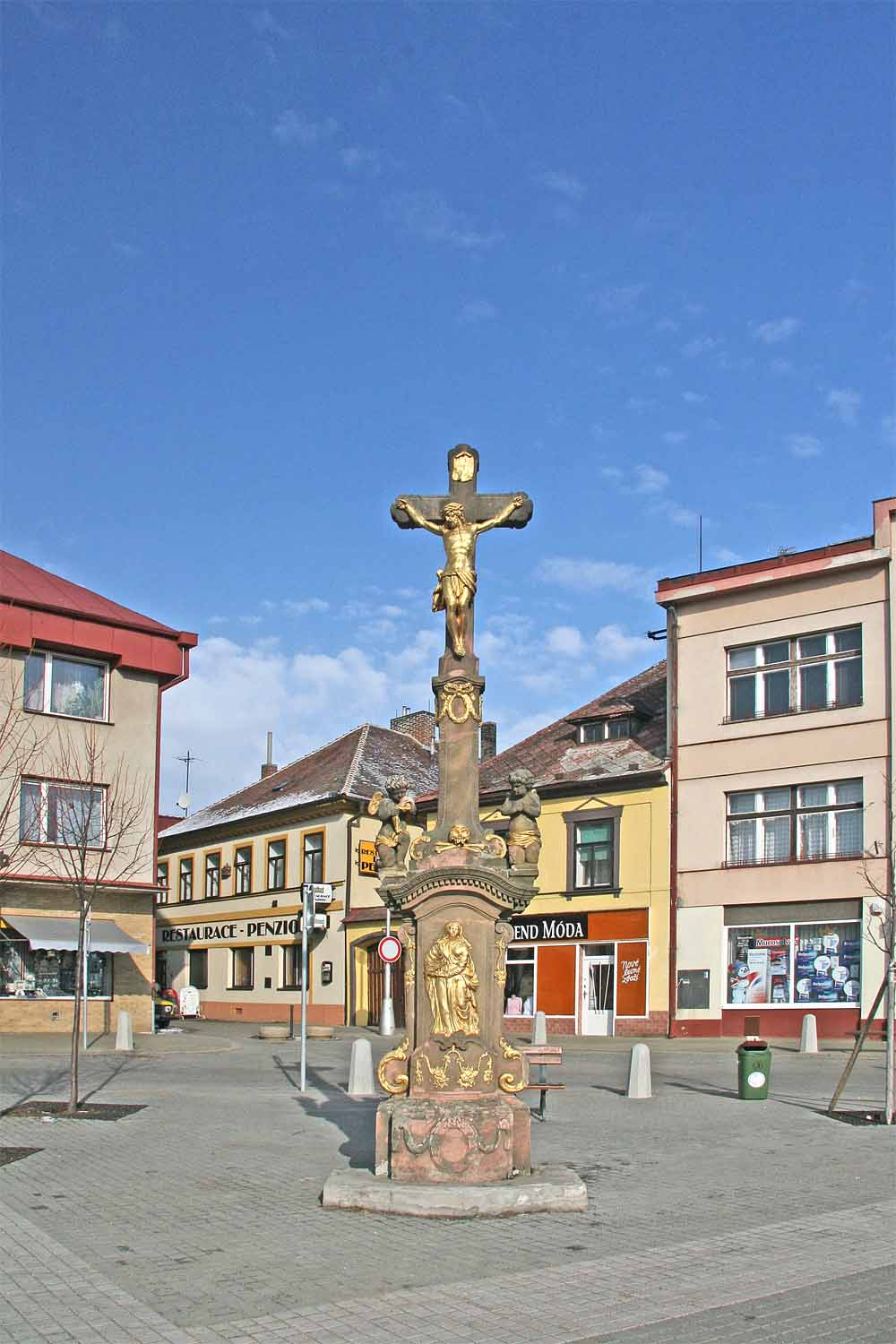
Kamenný kříž na náměstí z roku 1803
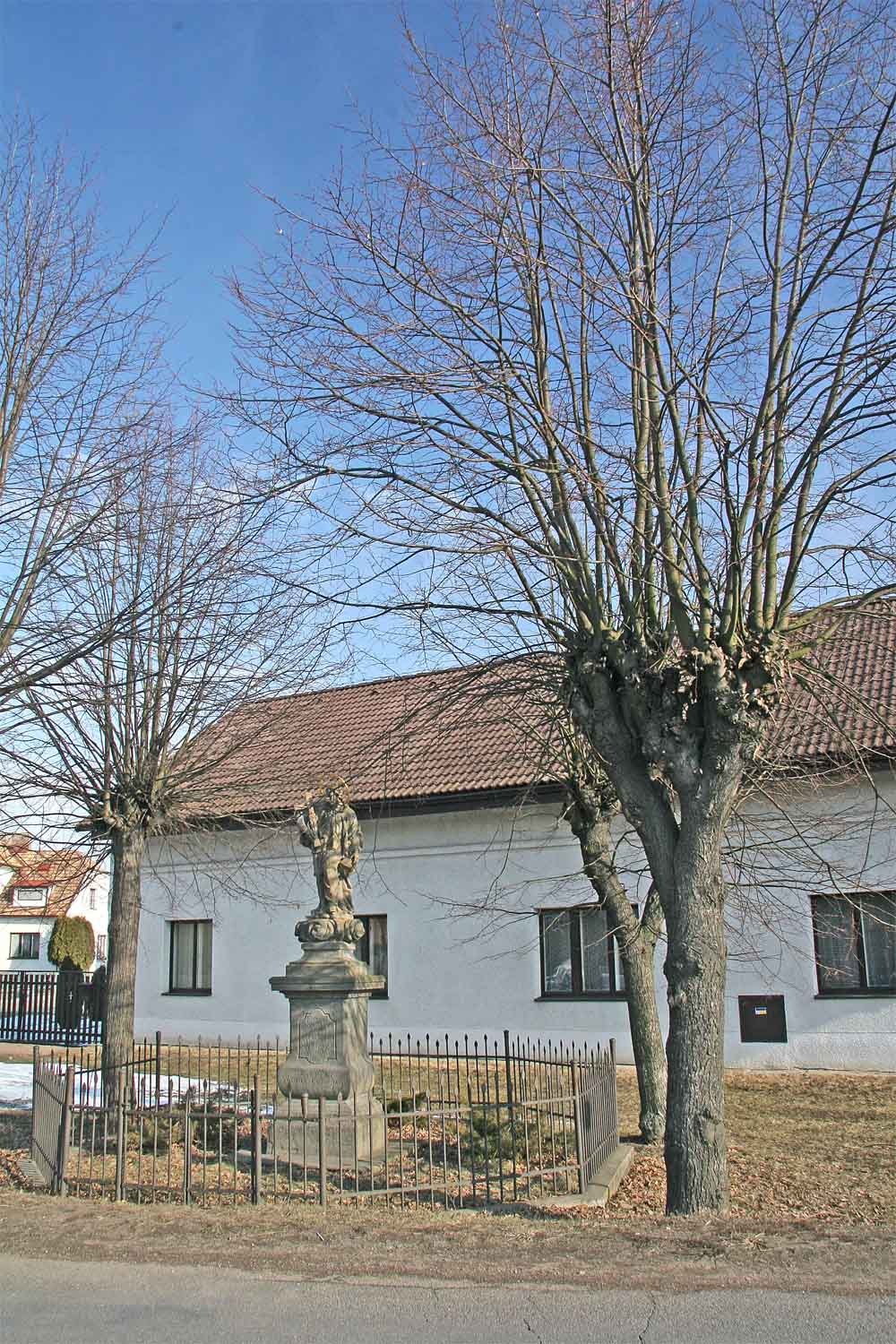
Socha sv. Jana Nepomuckého v Podhrázi z roku 1739
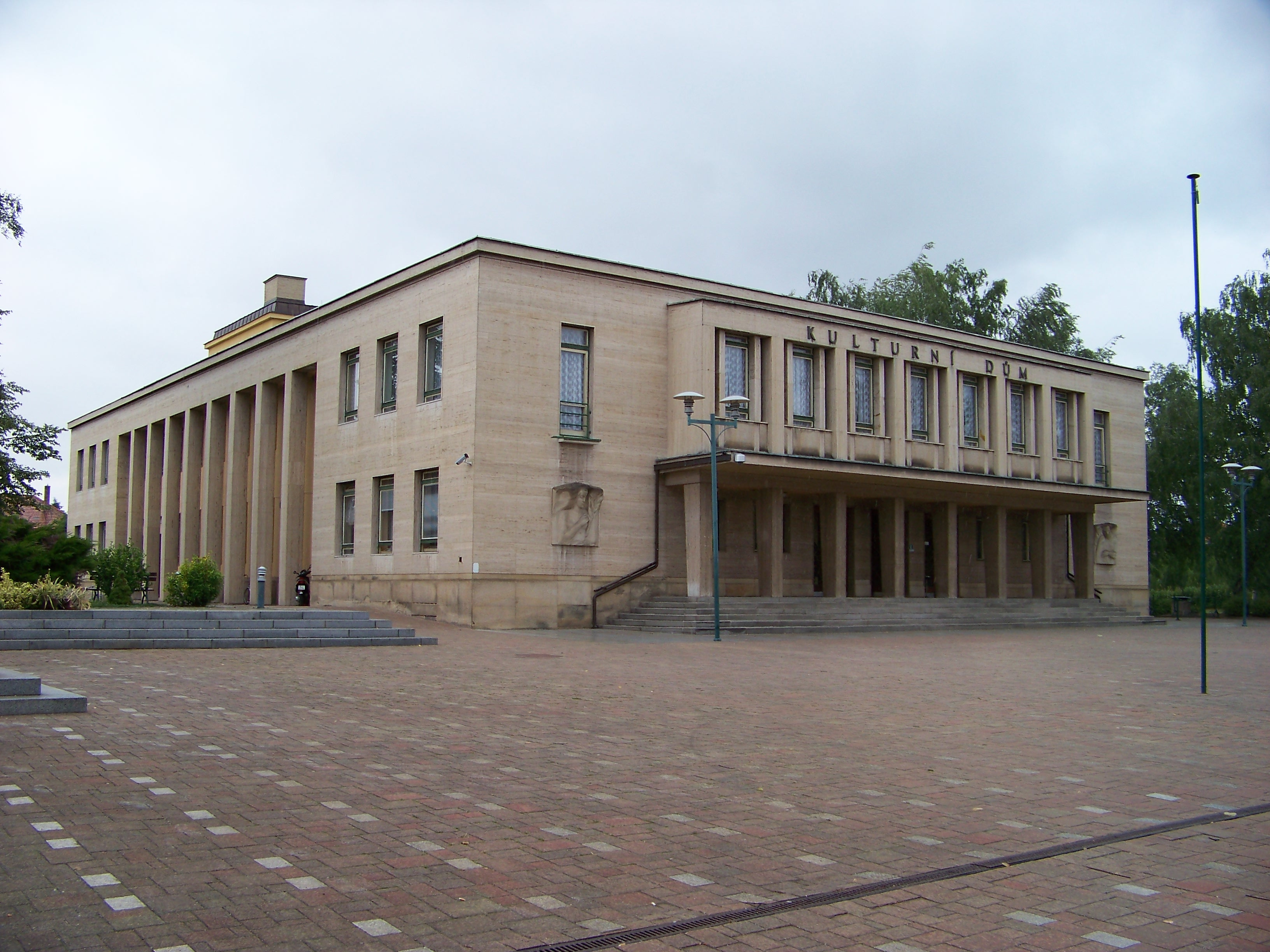
Kulturní dům města Holic
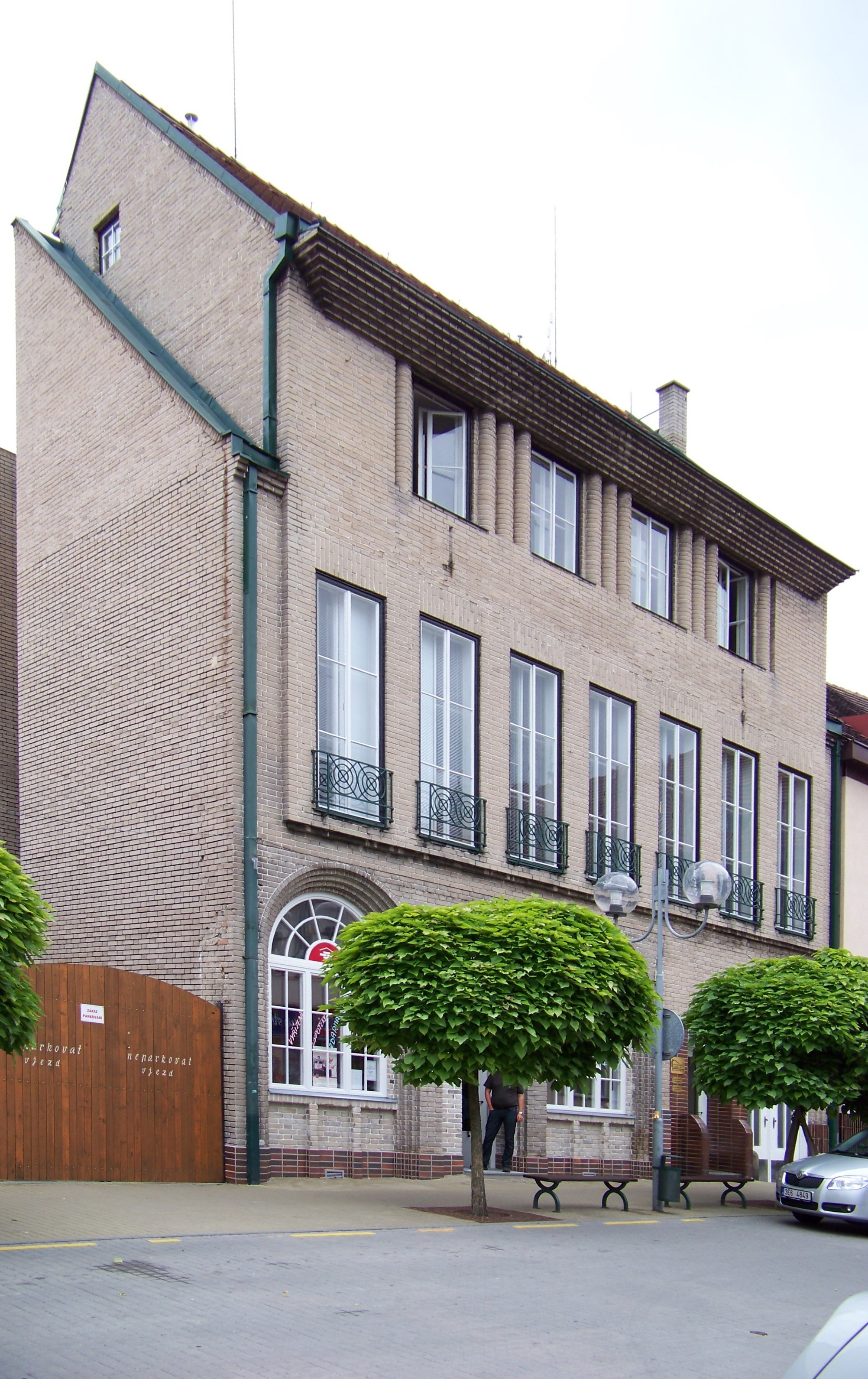
Dům Čeňka Zemánka